# آرتور اوستیان
آرتور روستامی اوستیان (ارمنی: Արթուր Ռուստամի Ուստյան؛ زادهٔ ۱۱ سپتامبر ۱۹۷۳) تاریخ‌نگار، و کارشناس سیاسی اهل ارمنستان-روسیه است. اوستیان رئیس دانشکده اقتصاد مؤسسه انسان‌شناسی منطقه ای استولیپین مسکو است. آثار وی به بررسی موضوع توسعه روسیه و عصر نئو بیزانس می‌پردازد.

## زندگی‌نامه
در ۱۱ سپتامبر ۱۹۷۳ در تفلیس به دنیا آمد. از فارغ‌التحصیل شد. وی مدرک دکتری خویش را در سال ۲۰۰۲ کسب نموده‌است.